# Novator KS-172
Tên lửa Novator KS-172 là tên lửa không đối không chuyên dùng tiêu diệt máy bay cảnh báo sớm với tầm bắn tới 400 km. Tên lửa mang một số tên trong quá trình phát triển: K-100, Project 172, AAM-L (RVV-L), KS-172, KS-1, 172S-1 và R-172. Cấu hình khí động được dựa vào tên lửa không đối không 9K37 Buk nhưng việc phát triển đã dừng lại vào giữa những năm 1990 do vấn đề ngân sách. Việc phát triển đã được nối lại vào năm 2004 sau khi Nga đạt được thỏa thuận với Ấn Độ, khi người Ấn muốn có tên lửa cho những chiếc Su-30 MKI của mình. KS-172 cũng là tên lửa không đối không nặng nhất từng được chế tạo.

## Phát triển
Không quân từ lâu đã phụ thuộc vào radar, ví dụ như radar trên các máy bay cảnh báo sớm được hoán đổi từ máy bay vận tải thông thường như Boeing E-3 Sentry của Mỹ và Beriev A-50 'Mainstay' của Nga. Đồng thời cũng phụ thuộc vào các máy bay tiếp dầu trên không (ví dụ Vickers VC10), máy bay tuần tra (CP-140 Aurora), trinh sát và tác chiến điện tử (Tu-16 'Badger') và hệ thống quản lý tác chiến C4ISTAR (VC-25 "Không lực 1" của Tổng thống Mỹ). Việc thiếu đi chỉ một trong số các máy bay loại này sẽ ảnh hưởng trực tiếp đến khả năng chiến đấu và do đó chúng thường được hộ tống vởi các phi đội tiêm kích. Tên lửa không đối không tầm xa được kỳ vọng sẽ có thể tiêu diệt các máy bay cỡ lớn, mà vẫn ngoài tầm chiến đấu của các tiêm kích hộ tống. Mang đến khả năng "làm mù" hệ thống cảnh báo sớm của phương Tây, Nga đã tập trung nguồn lực phát triển loại tên lửa tầm xa. Tên lửa Vympel R-37 (AA-X-13 'Arrow') là sự cải tiến của tên lửa R-33 (AA-9 'Amos') với tầm bắn tăng lên 400 km, và có thông tin cho rằng có loại tên lửa không đối không dựa trên tên lửa Kh-31 với tầm bắn 200 km hoặc phiên bản copy của Trung Quốc YJ-91.
Phòng thiết kế Novator bắt đầu công việc phát triển vào năm 1991. ban đầu được định danh là AAM-L (RVV-L), mẫu tên lửa được trình diễn đầu tiên là ở Triển lãm quốc phòng Abu Dhabi vào đầu năm 1993, sau đó là tại Triển lãm hàng không Moscow cuối năm đó. Nó được mô tả có tầm bắn 400 km, bề ngoài khá giống với tên lửa của hệ thống 9K37M1 Buk-M (SA-11 'Gadfly'). Dường như, đã có các buổi bay thử nghiệm với Su-27, nhưng người Nga cuối cùng đã phải rút các khoản vốn cho dự án sau đó.
Tên lửa được đổi tên thành KS-172 và lại xuất hiện trước công chúng vào năm 1999, và được tập trung cho thị trường xuất khẩu với tầm bắn cho bản xuất khẩu là 300 km, từ đó tạo ra vốn dành cho phiên bản nội địa. Một lần nữa, nó không có ai mua cả.
Cuối năm 2003, tên lửa tiếp tục được tiếp thị trên thị trường xuất khẩu dưới cái tên 172S-1 Tháng 3 năm 2004, Ấn Độ được cho là đã đầu tư vốn và được tham gia quá trình phát triển R-172 Tháng 5 năm 2005, người Ấn được cho là đã kết thúc "thỏa thuận đầu tư vào giai đoạn phát triển cuối cùng và được cấp phép sản xuất", 1 doanh nghiệp Nga-Ấn sẽ sản xuất phiên bản của Ấn Độ cũng giống như mô hình công ty đã sản xuất tên lửa Brahmos.  Kể từ đó tên lửa đã có một hành trình sáng sủa hơn, xuất hiện trong Triển lãm hàng không Moscow năm 2005  trên một máy bay Su-30, và 1 phiên bản mang tên K-100-1 được trình diễn vào năm 2007 cũng tại triển lãm hàng không Moscow. Cái tên định danh này được xuất hiện đầu tiên trong các tài liệu của Sukhoi vào năm 2006,  và các nguồn tin như Jane defence giờ chủ yếu dùng cái tên là K-100.

## Thiết kế

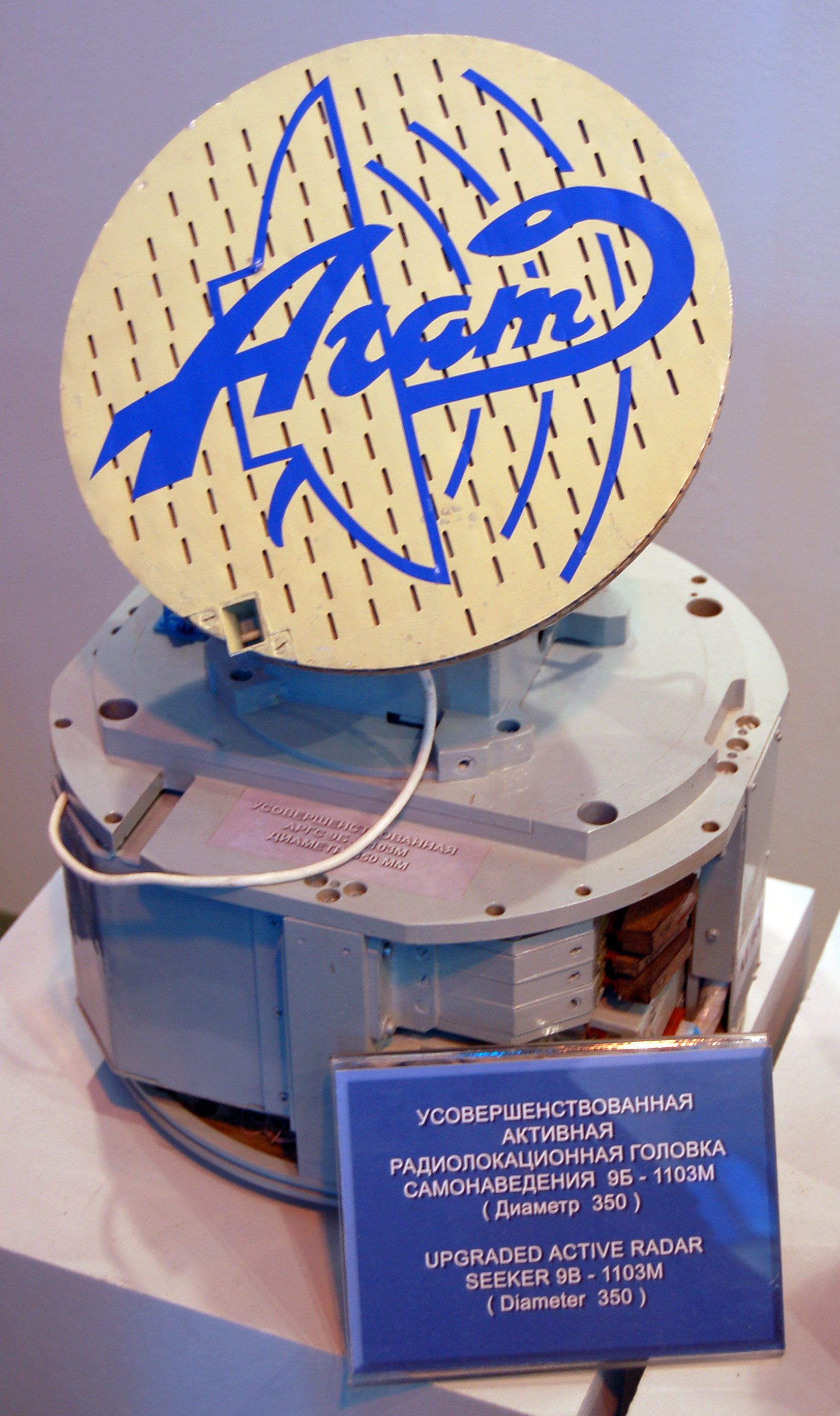
Đầu dò 9B-1103M

Mô hình được trình diễn năm 1993 có sự tương đồng với tên lửa Buk, nhưng sau khi người Ấn tham gia đầu tư, thì đã có sự khác biệt. Tạp chí Ấn Độ đã đưa ra các thông số kỹ thuật của KS-172 như sau: dài 6,01m, đường kính 0,4m, với sải cánh 0,61m, tầng khởi tốc 1,4m, khối lượng 748 kg. Nó có động cơ nhiên liệu rắn nối tiếp, cho phép đạt tốc độ lên tới 4.000 km/h, khả năng cơ động ở 12g, và đầu đạn phân mảnh thuốc nổ mạnh. Việc phát triển sẽ tập trung vào đầu dò, khả năng tự lái, kháng nhiễu, và động cơ kiểm soát vector lực đẩy (TVC).
Tháng 5 năm 2005, có báo cáo cho rằng có 2 phiên bản, với 1 phiên bản có tầng đẩy khởi tốc và 1 phiên bản không có, với tầm bắn lận lượt là 400 km và 300 km. Tại triển lãm MAKS diễn ra vào tháng 8 năm 2005, phiên bản tầm bắn 300 km đã được đưa ra với cấu hình tên lửa thuôn, với tầng khởi tốc nhỏ và cánh trên cả thân và tầng khởi tốc. Tuy nhiên ở phiên bản hiện đại hơn được trình diễn tại MAKS 2007 dưới cái tên K-100 đã giống hơn với phiên bản nguyên thủy năm 1993, với các dạng cánh khác nhau, gắn cao hơn trên thân tên lửa, và thậm chí là một tầng động cơ khởi tốc lớn hơn với TVC. Tại buổi trình diễn, đã được lắp dưới cánh của Su-35BM, gợi ý rằng Su-35 có thể mang ít nhất 2 tên lửa, nhiều hơn là chỉ mang 1 quả ở giữa thân.
Hệ thống dẫn đường là dẫn đường quán tính Inertial Navigation cho đến khi tên lửa đạt khoảng cách đến mục tiêu đủ gần để sử dụng radar chủ động. Tên lửa K-100 có đầu dò lớn hơn (350mm) được phát triển từ đầu dò Agat 9B-1103M sử dụng trên tên lửa không đối không R-27 (AA-10 'Alamo').  Nó có phạm vi khóa mục tiêu là 40 km, được mô tả bởi nhà thiết kế Agat như là khoảng 1/5 hoặc bé hơn toàn bộ tầm bắn.

## Các biến thể
- KS-172

Phiên bản năm 1993.
- KS-172S-1

Phiên bản năm 2003.

## Những tên lửa tương tự
- R-37 (AA-X-13/AA-13 'Arrow') Phát triển từ tên lửa R-33 (AA-9 'Amos') và dự kiến được sử dụng trên Su35, Su37, Mig 1.42 và các máy bay tương lai.[9] Theo tạp chí Quốc phòng ngày nay, tầm bắn phụ thuộc vào hình dáng tên lửa, từ 150 km cho phát bắn trực tiếp, cho đến 398 km cho cấu hình kiểu tàu lượn.[9] Tờ tạp chí Jane  cho rằng, 2 phiên bản, R-37 và R-37M, trong đó phiên bản sau, có tầng động cơ khởi tốc vứt bỏ được có tầm bắn tăng lên tới 300–400 km.[3] Việc phát triển tên lửa được bắt đầu lại vào cuối 2006,[3] như là một phần trong chương trình phát triển MiG-31BM [3] nhằm cập nhật radar mới với khả năng tấn công mặt đất.
- Kh-31 (AS-17 'Krypton') –  Người Trung Quốc có giấy phép sản xuất tên lửa chống radar (Kh-31P) của loại tên lửa đối đất này, tên là YJ-91 và có thể họ dựa trên nó để tạo ra phiên bản chống máy bay cảnh báo sớm của tiên mình. Người Nga khẳng định phiên bản chống tàu Kh-31A có thể sửa đổi để trở thành tên lửa diệt AWACS.[9]
- AIM-54 Phoenix – Đã nghỉ hưu, là tên lửa không đối không tầm xa dùng trên F-14 Tomcat của Mỹ, có tầm bắn 100 hải lý (190 km).
- AIM-97 Seekbat - dựa trên tên lửa phòng không Standard Missile là tên lửa tầm siêu xa nhằm đối phó với MiG-25, vào thời điểm đó tính năng  chưa được biết đến của nó được đánh giá là một mối nguy hại với phương Tây. Khi khả năng thực sự của MiG25 được hé lộ là kém hơn nhiều so với dự tính, việc phát triển tên lửa đã được hủy bỏ.

## Nước sử dụng
- Nga
- Ấn Độ